# Rogowo (powiat białogardzki)
Rogowo (niem. Roggow) – wieś sołecka w Polsce położona w województwie zachodniopomorskim, w powiecie białogardzkim, w gminie Białogard. W latach 1975–1998 wieś należała do województwa koszalińskiego. W roku 2007 wieś liczyła 335 mieszkańców.

## Geografia
Wieś leży ok. 8 km na południe od Białogardu, przy drodze z Dębczyna do Byszyna, przy trasie byłej linii wąskotorowej Białogard – Świelino. Wieś wielodrożnicowa ze zwartą zabudową w centrum. Teren wokół wsi zajęty jest przez pola uprawne i łąki położone w widłach rzeki Parsęty i Mogilicy.

## Historia
W VIII wieku nastąpił rozrost białogardzkiego skupiska osadniczego. Powstało około jedenaście nowych osad, szczególnie dynamicznie rozwinęło się osadnictwo nad Mogilicą o czym świadczyć może osada w Rogowie położona na skraju terasy nadzalewowej w dorzeczu dolnej Mogilicy. Rozwój polegał na tym, iż w rolnictwie zaczął sobie torować drogę system stałej uprawy roli na tych terenach. Wraz z jego upowszechnieniem popularyzował się wysiew żyta, jęczmienia co potwierdzają znaleziska pochodzące z osady. Wysoki poziom gospodarki rolnej potwierdzają znaleziska sierpów żelaznych, kamiennych żaren obrotowych i pieców chlebowych. Z rozwojem form uprawy roli rozwijał się chów zwierząt, zwłaszcza bydła rogatego co mogło mieć wpływ na ustanowienie nazwy osady Rogowo. Rozwój gospodarki folwarczno-pańszczyźnianej zapoczątkowanej w pierwszej ćwierci XVI wieku spowodował gwałtowne pogorszenie sytuacji prawnej ludności wiejskiej. Rozwój ten w poważnej części dokonywał się kosztem gruntów chłopskich czego dowodem może być odebranie od każdego gospodarstwa chłopskiego we wsi Rogowo i Byszyno pół włóki i przyłączenia do istniejącego już majątku w Rogowie. Wynika to z supliki chłopów ww. dwóch wsi z roku 1624. Wyrazem trudnej sytuacji gospodarczej wsi był ostry spór o pastwiska pomiędzy Rogowem i Żytelkowem w tamtym okresie, powodował on interwencję biskupa Erazma von Manteuffla, któremu z trudem udało się pogodzić zwaśnione strony. Na przełomie XV – XVI wieku ostatni książęta z dynastii zachodniopomorskiej powołali do życia domeny (Amt). Domeny były własnością książąt wśród 18 domen na Pomorzu Zachodnim znajdowała się domena białogardzka (Amt Belgard). W 1782 roku w skład tej domeny wchodziło jedenaście wsi, w tym Rogowo. W 1867 r. powstała szkoła w dwóch budynkach. W roku 1939 miejscowość zamieszkuje 721 osób. Po wojnie wieś była i jest wsią rolników indywidualnych. W latach 1946–1954 oraz w latach 1973–1976 miejscowość była siedzibą gminy Rogowo.

## Zabytki i ciekawe miejsca
Na północ od wsi leży nieczynny cmentarz ewangelicki o pow. 1,90 ha.
Cmentarzysko ciałopalne z późnego okresu lateńskiego i wczesnego okresu rzymskiego I wiek p.n.e. – II wiek zlokalizowane na terenie wyniesienia morenowego, około 800 m na południowy wschód od skraju zabudowań wsi Rogowo bezpośrednio na wschód od szosy Rogowo – Byszyno około 900 m na zachód od rzeki Parsęty.
Stodoły o konstrukcji ramowej (zagroda nr 8, nr 42, nr 55).
Kapliczka marmurowa postawiona przez mieszkańców Rogowa w podzięce za powrót w 1945 roku tych ziem do Polski.

## Przyroda
We wsi na łąkach można spotkać rosnące storczyki, zawilce żółte, błotniaka stawowego, czaplę siwą.

## Turystyka
Przez Rogowo wiodą dwa lokalne szlaki turystyczne:
- Szlakiem najstarszych śladów osadnictwa na Ziemi Białogardzkiej – rowerowy
- Szlak wschodni wokół Białogardu – rowerowo-pieszy.

## Gospodarka
W Rogowie znajduje się jednostka Ochotniczej Straży Pożarnej.

## Transport
W miejscowości jest przystanek komunikacji autobusowej.

## Osoby urodzone w Rogowie
- Hans Bernhard Reichow (ur. 1899, zm. 1974) – znany niemiecki architekt i urbanista

## Kultura i sport
We wsi jest Szkoła podstawowa im. Jana Brzechwy, filia Gminnej Biblioteki Publicznej w Stanominie z czytelnią internetową, świetlica wiejska oraz dwa boiska sportowe.
Ludowy Zespół Sportowy we wsi to „Wiking” Rogowo, należący do Gminnego Zrzeszenia LZS.